# St. Elisabeth (Ballenstedt)

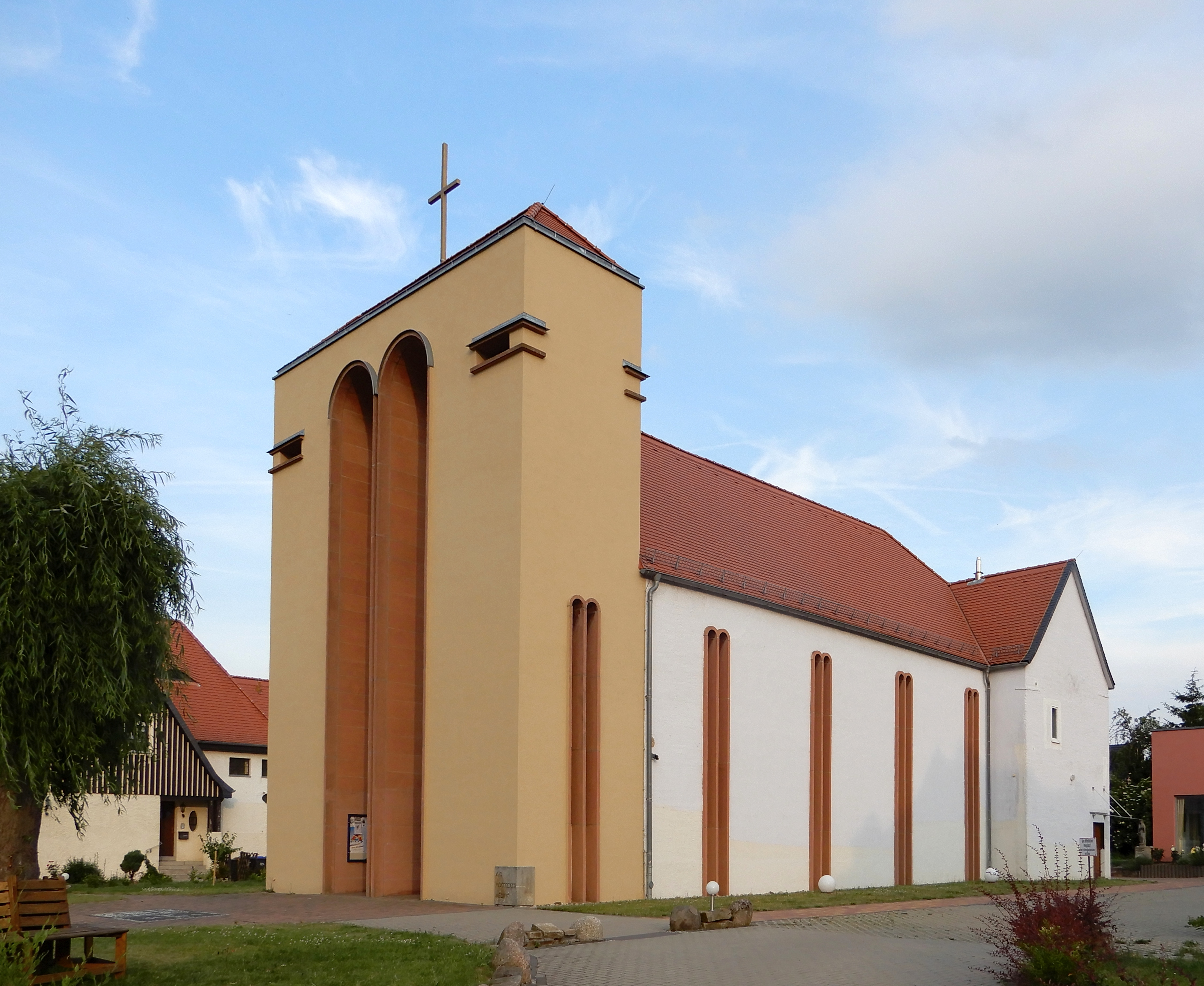
Kirche St. Elisabeth Ballenstedt

Die Kirche Sankt Elisabeth ist die römisch-katholische Kirche von Ballenstedt, einer Stadt im Landkreis Harz in Sachsen-Anhalt. Ihre gleichnamige Pfarrei gehört zum Dekanat Halberstadt im Bistum Magdeburg.

## Lage
Der Sakralbau befindet sich an der Bundesstraße 185, die in Ballenstedt als Quedlinburger Straße bezeichnet wird und vom Untertor der Altstadt aus nördlich am Schloss Ballenstedt vorbei in Richtung Nordwesten aus der Stadt hinaus führt. Zwischen Straße und Kirche bildet der Riederische Grenzbach einen Graben.
Die St.-Elisabeth-Kirche ist die Station 21 des Jakobusweges durch Sachsen-Anhalt. Sie liegt als Wegekirche zwischen den Stationen 20 (Stiftskirche St. Cyriakus in Gernrode) und 22 (St.-Andreas-Kirche in Walbeck).

## Geschichte und Gestalt
Mit der Einführung der Reformation in den anhaltischen Fürstentümern endete das katholische Leben in Ballenstedt.
Der religiös tolerante Herzog Alexius Friedrich Christian von Anhalt-Bernburg, von 1796 bis 1834 Regent des Fürstentums Anhalt-Bernburg, zu dem Ballenstedt damals gehörte, stellte 1812 im Kreisamt von Ballenstedt ein Zimmer zur Verfügung, in dem bis 1840 katholische Gottesdienste durch den Geistlichen aus Aschersleben stattfanden. Danach fanden jahrzehntelang keine katholischen Gottesdienste in Ballenstedt mehr statt.
1859 erfolgte im Apostolischen Vikariat Anhalt die Gründung der Pfarrei Bernburg, der auch Ballenstedt angehörte. Die Katholiken in Ballenstedt wurden jedoch ex caritate von Geistlichen aus dem nähergelegenen Quedlinburg betreut. Im Ersten Weltkrieg fanden durch den Militärpfarrer aus Quedlinburg gelegentlich katholische Gottesdienste in Ballenstedt im Lazarett statt.
Die 1918 gegründete Pfarrei Unbefleckte Empfängnis (Güsten) umfasste anfangs auch Ballenstedt, da das näher gelegene Aschersleben, wo es bereits seit 1826 eine katholische Pfarrei gab, im Gegensatz zum im Herzogtum Anhalt gelegenen Ballenstedt zum Königreich Preußen gehörte. 1923 wurde dem Pfarrvikar von Königsaue die Seelsorge für die Katholiken in Ballenstedt übertragen, er hielt gelegentlich in der evangelischen Mittelschule zu Ballenstedt katholische Gottesdienste.
Später als die meisten Städte Sachsen-Anhalts erhielt auch Ballenstedt wieder eine katholische Kirche. Hauptgrund hierfür waren die Saisonarbeiter, die aus katholischen Gegenden kamen, denn noch 1925 war nur ein Prozent der Einwohner katholischen Glaubens. Am 27. März 1926 wurde der Neupriester Josef Egert zum Pfarrvikar von Ballenstedt ernannt, womit in Ballenstedt eine katholische Kirchengemeinde gegründet wurde, die zunächst als Pfarrvikarie bestand. Zu ihr gehörten unter anderem auch die Ortschaften Gernrode, Harzgerode und Hoym, wo es später zur Gründung eigener Kirchengemeinden kam. Seit 1926 werden in Ballenstedt auch katholische Kirchenbücher geführt.
Ab 1926 fand katholischer Gottesdienst in der Aula, danach in einem Klassenraum der evangelischen Mittelschule (Alleeschule) statt, bis dieser Raum zum 1. November 1927 gekündigt wurde. Von 1927 bis 1931 bestand in Ballenstedt eine Notkapelle, die in der stillgelegten Tischlerei von Karl Reuß (Schützenstraße 14) eingerichtet worden war. Seit 1928 hat Ballenstedt einen Kirchenvorstand, 1930 wurde in Ballenstedt ein Gebäude als Pfarrhaus erworben.

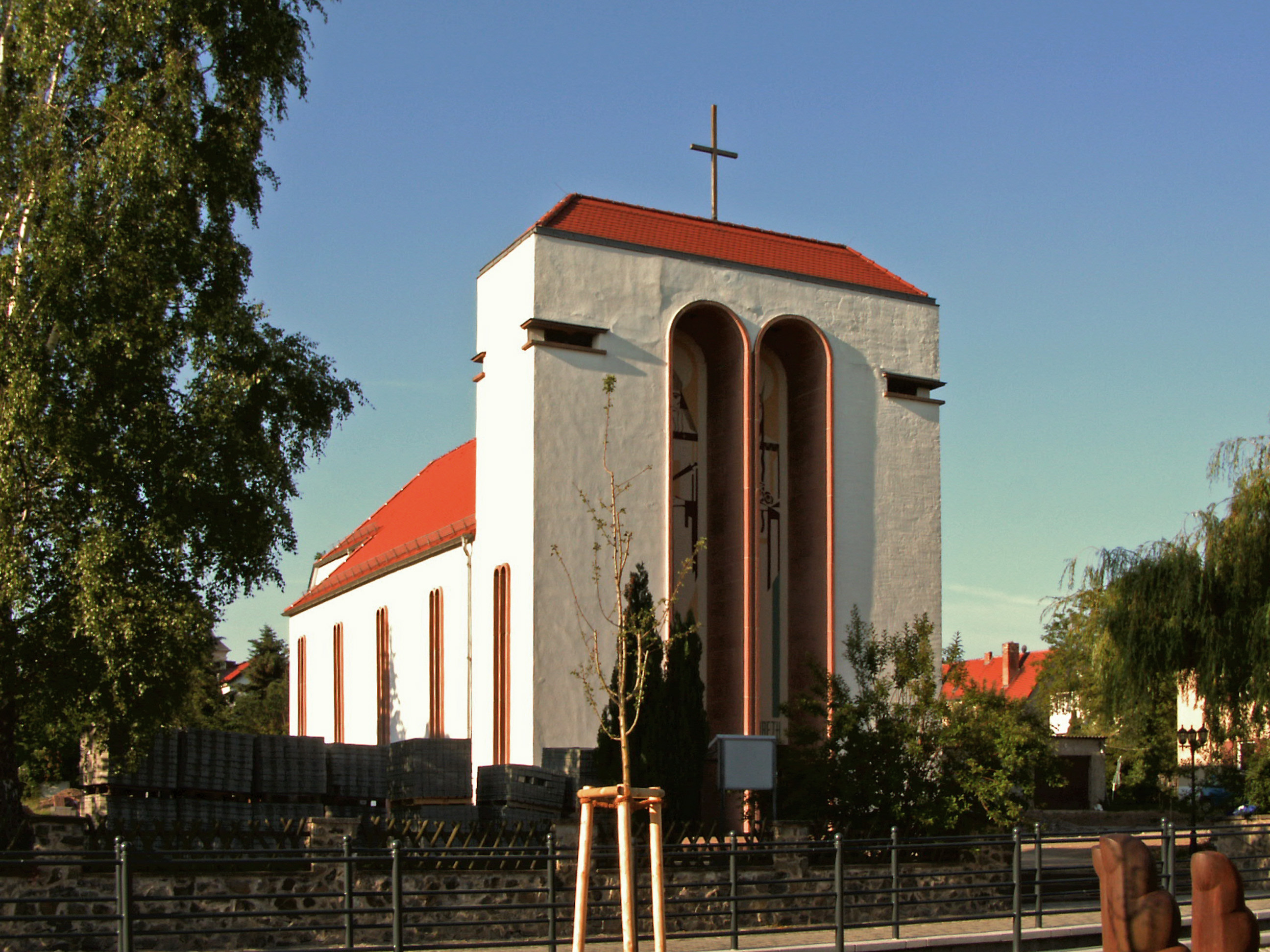
St.-Elisabeth-Kirche (2011)

Der Entwurf der Kirche stammte vom Magdeburger Architekten J. Arnold, der einen schlichten Putzbau schuf, der 1931 entstand und der Architektur der Moderne zuzurechnen ist. 1931 erfolgte der erste Spatenstich, am 31. Mai 1931 folgte die Grundsteinlegung und am 25. Oktober 1931 durch Landesdechant Kroll die Benediktion. Am 21. August 1933 folgte die Kirchweihe.
Der wuchtige Nordturm gewinnt durch seinen Portikus-Anleihen enorm an Wirkung. In den rundbogigen Blendarkaden, die sich fast über die gesamte Höhe des Turmes an der Nordseite erstrecken, befinden sich Sgraffito vom Kirchenmaler Bernd Terhorst aus Emmerich. Das Motiv der Blendarkade findet sich auch bei den Fenstern des Kirchenschiffs sowie an der Ost- und Westseite des Turmes. Das Südende des Bauwerks bildet eine Art Querhaus, welches den sonst strengen Bau etwas auflockert, da es an der Westseite wie ein Querarm gestaltet ist, an der Ostseite aber aus der Achse geschoben wurde. Auch an anderen Stellen wurde für Auflockerungen gesorgt. So befinden sich am Turm oben kleine Fenster oder in seiner Nordwestecke ein angedeuteter Grundstein mit der Inschrift AD MDCCCCXXXI AEDIFIC (lateinisch für: Im Jahre des Herrn 1931 erbaut). Der Sakralbau steht als Baudenkmal unter Denkmalschutz und ist im Denkmalverzeichnis mit der Nummer 094 50305 erfasst.
Nachdem sich infolge der Flucht und Vertreibung Deutscher aus Mittel- und Osteuropa 1945–1950 die Zahl der Katholiken im Raum Ballenstedt erheblich vergrößerte, bildeten sich in den zur Pfarrvikarie Ballenstedt gehörenden Ortschaften Gernrode, Harzgerode und Hoym Tochtergemeinden, wo es zur Errichtung eigener Kirchen oder Kapellen kam. Am 1. Juni 1948 wurde die Pfarrvikarie Ballenstedt zur Pfarrei erhoben. Am 1. September 1948 folgte die Umgliederung der Pfarrei Ballenstedt aus dem Landesdekanat Anhalt in das Dekanat Halberstadt, zu dem die Kirche heute noch gehört.
Am 1. Juli 2006 wurde aus der Pfarrei St. Elisabeth in Ballenstedt und der Pfarrvikarie St. Johannes Baptist in Harzgerode der Gemeindeverbund Ballenstedt – Gernrode – Harzgerode errichtet. Damals gehörten zur Pfarrei St. Elisabeth in Ballenstedt rund 670 Katholiken. Am 28. November 2010, dem 1. Advent, entstand aus dem Gemeindeverbund die heutige Pfarrei Elisabeth.
Im Jahr 2018 geriet die Kirche wegen eines Finanzskandals bundesweit in die Schlagzeilen. Am Ostermontag, den 18. April 2022 übertrug der Deutschlandfunk einen Radiogottesdienst aus der St.-Elisabeth-Kirche, Zelebrant war der für die St.-Elisabeth-Kirche zuständige Priester Pfarrer Winfried Runge aus Quedlinburg.
Am 23. Juni 2022 wurde die Filialkirche in Harzgerode profaniert.

## Name
Das Patrozinium der Kirche lautet vollständig St. Elisabeth und Bonifatius und erinnert damit zum einen an den englischen Apostel der Deutschen Bonifatius und zum anderen an die ungarische Königstochter Elisabeth, beides historische Personen, die nach Thüringen kamen, und dort für den katholischen Glauben wirkten. Aufgrund der Gemeinde der Gründungszeit wird das Gotteshaus auch Schnitterkirche genannt.

## Innenraum
Das Innere wurde schlicht gehalten, Bleiglasfenster im expressionistischen Stil mit geometrischen Figuren bestimmen den Raum. Das Lindenholz-Kreuz wurde im Jahr 1973 aufgestellt und stammt vom Bildhauer Friedrich Press aus Dresden. Der Tabernakel von 1961 ist eine Emailarbeit von Dora und Hubert Kleemann. Die Marienstatue von Julius Mormann entstand bereits 1939.

## Umfeld
Vor der Kirche, jenseits des Grabens, befindet sich eine monumentale Hand, die aus der Erde ragt und die Hand des Schöpfers darstellen soll. Sie stammt vom Bildhauer Franz Guttmann aus Freiburg im Breisgau. Sie entstand bereits in den Jahren 1970 bis 1972 und trägt den Titel Gebet - ›Aus der Tiefe, Herr, rufe ich zu Dir‹. Aufgestellt wurde sie im Jahr 1993. Das neue Pfarrhaus St. Bonifatius wurde im Jahr 2011 geweiht, nachdem der baufällige Vorgängerbau aus den 1950er Jahren 2010 abgerissen worden war.